# Matija Radivojević
Matija Radivojević (nach 1450; † nach 1490) war als Vasall des Osmanischen Reiches von 1465 bis 1471 der König von Bosnien und einer der letzten Vertreter des Hauses Kotromanić.

## Leben
Matija Radivojević war einer von drei Söhnen des bosnischen Gegenkönigs Radivoj Ostojić. Dessen Vater Stjepan Ostoja herrschte in Bosnien von 1433 bis 1435. Radivojevićs Brüder waren Tvrtko und Đurađ. 1463 eroberte Sultan Mehmed II. das Königreich Bosnien. In Jajce wurden im gleichen Jahr Matijas Vater Radivoj, sein Bruder Tvrtko und der letzte bosnische König Stjepan Tomašević hingerichtet.
Ende 1465 wurde Matija Radivojević von Sultan Mehmed II. zum bosnischen König ernannt. Zuvor wurde er nach dem Fall des Königreichs Bosnien nach Konstantinopel gesandt. Mit dieser Maßnahme versuchte der osmanische Herrscher Mehmed II., den bosnischen Adel zufriedenzustellen. Matija konnte jedoch keine Macht ausüben, er war eine Marionette in türkischen Händen. In Quellen wird er das letzte Mal 1471 erwähnt. Im darauffolgenden Jahr wurde durch die osmanischen Eroberer Matija Vojsalić aus der Familie der Hrvatinić als bosnischer König eingesetzt. Der kroatisch-ungarische König Matthias Corvinus jedoch berief den slawonischen Magnaten Nikola Iločki zum bosnischen König.